# Avant que l’ombre…
Avant que l’ombre… — шестой студийный альбом французской певицы Милен Фармер, вышедший 4 апреля 2005 года. В основном сконцентрированный на акустических балладах, этот альбом произвёл на свет 5 синглов, все из которых попали в первую десятку французского хит-парада, включая скандальный «Fuck Them All» и «L’Amour n’est rien…».
В течение года было продано более 750 тысяч копий данного альбома, 40 тысяч из них пришлись на российских покупателей. В поддержку альбома была проведена серия из 13 концертов Avant que l’ombre… à Bercy.

## Создание и выпуск
Avant que l’ombre отмечен как альбом, вышедший после длительного перерыва в карьере певицы — после Innamoramento прошло ровно шесть лет. Таким образом, альбом стал самым ожидаемым релизом в её карьере. Слухи о диске появились ещё в 2003 году, когда выяснилось, что лейбл Universal планирует релиз в четвёртом квартале года, однако проект оказался вторым альбомом ремиксов Фармер. К концу 2004 года, президент Universal Паскаль Негре подтвердил, что Фармер выпустит альбом в следующем месяце, отметив, что выйдет двойной альбом. Так же ходили слухи о возможных дуэтах с такими артистами, как Бенджамин Биолэй, Diam's и Лара Фабиан.
В декабре 2004 года Фармер совместно с Лораном Бутонна провела крупную пресс-конференцию, на которой подтвердила предстоящий выпуск альбома, обнародовав название и объявив о серии концертов в Paris Bercy. После нескольких отсрочек, выпуск альбома был назначен на 4 апреля 2005 года. В сравнение с комментариями Негре, альбом вышел одним диском с 14 песнями, который остается наибольшим по количеству композиций на альбомах Фармер, с дополнительным скрытым треком «Nobody knows». На этом альбоме, Фармер не приглашала к сотрудничеству американских музыкантов, которые ранее работали с ней, а возобновила работу с несколькими музыкантами, с которыми работала на раннем этапе карьеры.
Диджипак издание, сначала вышедшее 2 тысячным изданием, состояло из CD и DVD, содержащих фильм о создании видео на песню «Fuck Them All» с комментариями режиссёра Августина Вилларонга. Альбом был выпущен в триптих версии с центральной секцией, при открытии которой получалось изображение креста, на остальных частях содержались тексты песен. Текст припева в заглавной песне был опубликован на первой странице буклета. Фотографии, сделанные Домиником Иссерманом, оцениваются стоимостью около 85 000 евро. Иссерман также сделал фото обложки, на которой Фармер изображена лежащей, «спящей как Спящая красавица на ложе красного цвета». На шее у неё крест, сделанный из двух спичек.
28 марта на радио NRJ был организован конкурс, победители которого могли прослушать альбом вместе с Паскалем Негре и Милен Фармер. Магазины «Virgin megastore» и «Fnac» на Елисейских полях также организовали специальную акцию с началом продаж альбома после полуночи. Альбом вышел двумя изданиями: 4 апреля вышло коллекционное издание, а 18 апреля стандартное издание для широкой публики.
Альбом был поддержан серией из 13 концертов в Берси в январе 2006 года.

## Лирика и музыка
По словам Лорана Бутонна, Avant que l’ombre… более акустический и электронный, чем предыдущие работы, над которыми он работал. В газете писали: «стиль тот же, но звучание изменившееся. Более акустические звуки смешиваются с электронными и клавишными, а Фармер поет более естественными интонациями, нежели обычно». Ouest France предположили что, «альбом продолжает лирическую линию альбомов певицы, но с определенным спокойствием в способах выражения и большей ставкой на баллады». На этом альбоме голос Фармер наполнен «мягкостью и грустью». Практически впервые она поет в низких нотах.
На этом альбоме Бутонна использует новые инструменты в аранжировках: кларнет (на «Redonne-moi») и вибрафон (на «Avant que l’ombre…»).
Альбом рассматривает тему «рассуждений женщины, стоящей на перепутье смерти после всех любовных удовлетворений». В основном альбом повествует о сексе, смерти и религии. Тексты песен «слегка тревожные», «иногда значительные», и есть некоторые «юмористичные». О содержании альбома Фармер говорила: «Я очень эгоистично продолжаю говорить о себе, своей тени и свете».

## Список композиций
| №   | Название                      | Автор(ы)                   | Длительность |
| --- | ----------------------------- | -------------------------- | ------------ |
| 1.  | «Avant que L’ombre...»        |                            | 5:55         |
| 2.  | «Fuck Them All»               |                            | 4:32         |
| 3.  | «Dans Les Rues de Londres»    |                            | 3:50         |
| 4.  | «Q.I»                         |                            | 5:20         |
| 5.  | «Redonne-moi»                 |                            | 4:22         |
| 6.  | «Porno Graphique»             |                            | 4:16         |
| 7.  | «Derrière Les Fenêtres»       |                            | 4:02         |
| 8.  | «Aime»                        | James Ingram, Quincy Jones | 4:32         |
| 9.  | «Tous Ces Combats»            |                            | 4:00         |
| 10. | «Ange, Parle-Moi»             |                            | 3:40         |
| 11. | «L’Amour n’est rien…»         |                            | 5:03         |
| 12. | «J'attends»                   |                            | 5:20         |
| 13. | «Peut-être toi»               |                            | 4:45         |
| 14. | «Et Pourtant...»              |                            | 4:35         |
| 15. | «Nobody Knows» (скрытый трек) |                            | 4:43         |